# Фроловська (Афанасьєвський район)
Фроло́вська (рос. Фроловская) — присілок у складі Афанасьєвського району Кіровської області, Росія. Входить до складу Пашинського сільського поселення.
Населення становить 82 особи (2010, 95 у 2002).
Національний склад станом на 2002 рік — росіяни 100 %.